# Jair Pereira
Jair Pereira est un footballeur international mexicain né le 7 juillet 1986 à Cuautla qui évolue au poste de défenseur avec le Chivas de Guadalajara.

## Biographie
Jair Pereira commence sa carrière au Cruz Azul Hidalgo. Il rejoint en 2011 l'équipe du CD Cruz Azul. Avec le CD Cruz Azul il participe à la Copa Libertadores en 2012.
Jair Pereira est demi-finaliste de la Gold Cup 2013 avec l'équipe du Mexique.

## Carrière
- 2008-2014 : CD Cruz Azul ( Mexique)[2]